# Karaops gangarie
Espèce
Karaops gangarie est une espèce d'araignées aranéomorphes de la famille des Selenopidae.

## Distribution
Cette espèce est endémique du Nord du Queensland en Australie,. Elle se rencontre vers Amos Bay et Cooktown.

## Description
La femelle holotype mesure 5,61 mm et le mâle paratype 5,29 mm.

## Publication originale
- Crews & Harvey, 2011 : The spider family Selenopidae (Arachnida, Araneae) in Australasia and the Oriental region. ZooKeys, no 99, p. 1-103 (texte intégral).